# 赤裸裸的心
〈赤裸裸的心〉（日语： HadakanoKokoro */?）是日本創作歌手爱缪的第10张单曲，也是TBS電視台週二連續劇《我的家政夫渚先生》的主題曲，於2020年6月17日发售，並於同年5月1日在數位平台先行上架，因2019冠狀病毒病疫情擴大而較原發售日延期約一個月。
歌曲由愛繆本人創作，並由Tomi Yo編曲兼製作。歌曲為帶有民間音樂與歌謠曲風格的J-Pop抒情曲，並以「希望戀情能夠開花結果」的女性作為主題。歌曲獲得樂評家正面的評價，包括讚賞愛繆的聲樂以及歌曲簡單而不花巧的製作。單曲發行後取得商業成功，包括打進《Oricon公信榜》與日本《告示牌》各榜週榜單前5位，以及成為USEN HIT榜年榜冠軍。歌曲的累計下載量已突破40萬次，而串流媒體播放量則突破2億次。
〈赤裸裸的心〉的音樂錄影帶由山田智和拍攝，以一鏡到底方式拍攝愛繆在淋浴間的模樣。錄影帶其後於「2020年MTV日本音樂錄影帶大獎」中贏得「年度最佳音樂錄影帶獎」以及「最佳女藝人音樂錄影帶獎」。愛繆登上了多個電視節目演唱歌曲以宣傳，包括《MUSIC STATION》、《CDTV Live! Live!》，以及《第71回NHK紅白歌合戰》。

## 背景與發行
愛繆早於2017年便已經創作好〈赤裸裸的心〉，並曾多次成為發行作品的後補歌曲，最終決定作為專輯曲收錄於預定發行的專輯，並交予音樂製作人Tomi Yo編曲跟製作。愛繆其後收到編曲後的歌曲音源，在巡迴演唱會期間於酒店房間裡聽著歌曲而感動落淚，放棄把歌曲直接收錄專輯的念頭，希望直接把歌曲改為專輯的先行單曲而發行。
雖然工作人員曾說過近年抒情曲的銷情並不理想，而愛繆過往亦未曾以單曲形式發行抒情曲，但她仍然視〈赤裸裸的心〉為自信的抒情曲，希望憑著歌曲挑戰新的領域，並測試歌迷間對於歌曲的反應。剛好此時TBS電視台邀約愛繆為週二連續劇《我的家政夫渚先生》提供主題曲，因此決定把〈赤裸裸的心〉作為劇集主題曲並以單曲形式發行。
單曲原訂於2020年5月13日作實體發行，並提前在4月28日先行於數位平台上架。但作品其後隨著2019冠狀病毒病疫情擴大而延期發行，實體唱片延至同年6月17日發行，並在5月1日於數位平台先行上架。

## 詞曲
〈赤裸裸的心〉由愛繆作曲與填詞，並由Tomi Yo編曲與製作。歌曲是一首帶有上世紀70年代至80年代民間音樂與歌謠曲風格的J-Pop抒情曲，以降A大調創作，全長4分56秒，每分鐘達148拍。歌曲使用了鋼琴、原音結他、口風琴、爵士鼓與弦樂器等不同樂器，並在開首加入了仿如雨點滴下的效果音。愛繆在歌曲的音域從最低的F3達到最高的D#5。
歌曲以「希望戀情能夠開花結果」的女性作為創作主題，並以純樸的歌詞唱出不加修飾的真實情感。歌曲的主角在過往戀愛經歷帶來的痛苦雖然沒有消失，但仍然逐漸變得更加溫柔與堅強，而愛上某個人的這份感覺亦隨之變得更加強烈。

## 專業評價
Real Sound的沼本奈奈讚賞〈赤裸裸的心〉是一首搖撼內心並讓人熱淚盈眶的歌曲。她亦認為歌曲能夠治癒大眾的心靈，以及給予他們力量。《Rockin' On》的杉浦美惠讚賞歌曲以沒有花巧的聲音帶出直率而赤裸的戀愛之心，以百分百的純度直接注入聽眾的心中，是一首宛如寶石般的抒情曲。她亦讚賞愛繆在歌曲中的聲樂，指自己聽過歌曲後因為她聲音的厲害而嘆息。
《Skream》的石塚由香讚賞歌曲雖為一首帶有歌謠曲風格的鋼琴抒情曲，但有如披頭四般的聲音質感是製作人的得意之處。她亦指歌曲有著比愛繆過往作品更鮮明的溫度。Fanplus Music的山田邦子讚賞歌曲是一首雖然簡單，卻有著醇厚味道的抒情曲，使人聽過一遍後便不自覺地跟著哼唱。
《福井新聞》的臼井孝讚賞歌曲能讓聽眾更加珍惜戀愛的感覺，並認為愛繆在歌曲中比起以往更加一心一意地歌唱。《Bounce》的天野龍太郎讚賞歌曲有著愛繆的根源，並認為這可能就是她受到不同世代的聽眾喜愛的原因。他亦讚賞在越來越少「大眾化歌手」的現在，愛繆仍然果敢地擔當著這個角色。

## 音樂錄影帶

音樂錄影帶的其中一幕，展現出愛繆在淋浴間唱歌的姿態

〈赤裸裸的心〉的音樂錄影帶由山田智和負責拍攝，為愛繆繼〈金盞花〉與〈今夜就這樣〉等作品後第六次與對方合作拍攝錄影帶，錄影帶於2020年6月17日於YouTube公開，錄影帶以一鏡到底方式拍攝，拍攝愛繆站在淋浴間裡的模樣。錄影帶的前半部為愛繆身處一束光芒裡中唱歌的姿態，而後半部則是她在蓮蓬頭下淋著水唱歌的姿態。
錄影帶其後在「2020年MTV日本音樂錄影帶大獎」中贏得「年度最佳音樂錄影帶獎」以及「最佳女藝人音樂錄影帶獎」，愛繆對此感謝山田導演在內等參與拍攝的所有工作人員，並表示歌曲與錄影帶都獲得好評使她感到很開心。截至2021年5月，錄影帶在YouTube的累計播放量已超過1.1億次。
歌曲的短篇電影於2020年5月1日在YouTube公開，影片由豐田林蘭於愛繆家中拍攝，內容為愛繆的日常與私下模樣的片段。

## 現場表演
愛繆在〈赤裸裸的心〉發行前後曾多次現場演唱歌曲。2020年6月12日，她登上朝日電視台的音樂節目《MUSIC STATION》首次現場演唱歌曲，其後她亦在同年9月11日，以及12月25日再次登上該節目獻唱同曲。同年6月22日，她登上了TBS電視台音樂節目《CDTV Live! Live!》演唱〈春日〉與〈赤裸裸的心〉兩曲，其後她亦在同年8月31日再次登上該節目，在橫濱市夜景的襯托下連唱〈赤裸裸的心〉與〈知道天空有多藍的人啊〉兩曲。
8月28日，她登上了TBS電視台的清談節目《A-Studio+》並獻唱了歌曲。9月5日，她登上了NHK電視台的音樂節目《SONGS》，並獻唱了〈春日〉、〈赤裸裸的心〉，以及〈傳達愛〉的自彈自唱版。同年9月12日，愛繆登上NHK電視台音樂節目《澀谷筆記 Presents Requset LIVE》並獻唱〈赤裸裸的心〉在內的多首歌曲，節目加長版其後於同月25日播映。9月18日，她登上了日本電視台的音樂節目《Buzz Rhythm02》獻唱〈你不聽搖滾〉與〈赤裸裸的心〉。
10月14日，她登上了富士電視台音樂節目《Love music》與小澤健二進行對談，並演唱了〈春日〉、〈赤裸裸的心〉跟〈朝陽〉。同年12月31日，愛繆登上了NHK電視台的《第71回NHK紅白歌合戰》演唱〈赤裸裸的心〉。

## 商業成績
在《Oricon公信榜》，〈赤裸裸的心〉在開放線上下載首週以超過1.2萬首下載量空降單曲下載週榜第4位，其後最高登上榜單第2位。〈赤裸裸的心〉在實體單曲發行首週以超過1萬張銷量空降單曲銷售排行榜第4位，而單曲的收錄曲〈搖曳〉則以超過3,000首下載量空降單曲下載週榜第27位。單曲亦在當週以297萬次串流媒體播放量登上歌曲串流排行榜第3位，並同樣登上單曲合算排行榜第3位。
在日本《告示牌》，〈赤裸裸的心〉在開放線上下載首週空降歌曲下載排行榜第4位，其後最高登上榜單第3位。〈赤裸裸的心〉在實體單曲發行首週空降單曲銷售排行榜第4位，而單曲的收錄曲〈搖曳〉則空降歌曲下載排行榜第25位。單曲亦在發行當週空降百強單曲榜第4位，而歌曲其後則最高登上歌曲串流排行榜第3位。
在《USEN HIT》，歌曲在榜單冠軍總共逗留了20個星期，其後成為2020年的年榜冠軍歌曲。〈赤裸裸的心〉的實體唱片於日本累計銷量突破3.5萬張，而歌曲下載量則突破40萬次。歌曲的串流媒體播放量亦突破4億次，成為愛繆繼〈金盞花〉後串流播放量第二高的歌曲。

## 歌曲列表
| CD 線上下載 串流媒體 | CD 線上下載 串流媒體       | CD 線上下載 串流媒體 |
| 曲序                 | 曲目                       | 时长                 |
| -------------------- | -------------------------- | -------------------- |
| 1.                   | 赤裸裸的心（）             | 4:56                 |
| 2.                   | 搖曳（）                   | 2:59                 |
| 3.                   | 赤裸裸的心（Instrumental） | 4:54                 |
| 总时长：             | 总时长：                   | 12:50                |

## 製作名單
製作名單來自〈赤裸裸的心〉音樂錄影帶於YouTube的說明文字。
- 愛繆－作曲、填詞
- Tomi Yo（日语：Tomi Yo）－聲音製作、編曲、鍵盤、其他樂器
- 朝倉真司（日语：朝倉真司）－爵士鼓
- 隅倉弘至－電貝斯
- 吉田宇宙弦樂團－弦樂
- 中村督－錄音、混音（POTATO ST, HeartBeat RECORDING STUDIO）

## 銷售榜單
| 週榜單（2020年）                          | 最高 位置 |
| ----------------------------------------- | --------- |
| 日本（《告示牌》百强单曲榜）              | 4         |
| 日本（《告示牌》單曲銷售排行榜）          | 4         |
| 日本（《告示牌》歌曲下載排行榜）          | 2         |
| 日本（《告示牌》歌曲下載排行榜） 〈搖曳〉 | 25        |
| 日本（《告示牌》歌曲串流排行榜）          | 3         |
| 日本（Oricon單曲銷售排行榜）              | 4         |
| 日本（Oricon單曲下載排行榜）              | 2         |
| 日本（Oricon單曲下載排行榜） 〈搖曳〉     | 27        |
| 日本（Oricon歌曲串流排行榜）              | 3         |
| 日本（Oricon單曲合算排行榜）              | 3         |
| 日本（USEN HIT）                          | 1         |

| 年榜單（2020年）                 | 位置 |
| -------------------------------- | ---- |
| 日本（《告示牌》百强单曲榜）     | 10   |
| 日本（《告示牌》歌曲下載排行榜） | 9    |
| 日本（《告示牌》歌曲串流排行榜） | 10   |
| 日本（Oricon單曲下載排行榜）     | 8    |
| 日本（Oricon歌曲串流排行榜））   | 10   |
| 日本（Oricon單曲合算排行榜）     | 19   |
| 日本（USEN HIT）                 | 1    |

| 年榜單（2021年）                 | 位置 |
| -------------------------------- | ---- |
| 日本（《告示牌》百强单曲榜）     | 22   |
| 日本（《告示牌》歌曲下載排行榜） | 39   |
| 日本（《告示牌》歌曲串流排行榜） | 19   |
| 日本（Oricon單曲下載排行榜）     | 41   |
| 日本（Oricon歌曲串流排行榜）     | 28   |
| 日本（Oricon單曲合算排行榜）     | 50   |

| 年榜單（2022年）                 | 位置 |
| -------------------------------- | ---- |
| 日本（《告示牌》百强单曲榜）     | 65   |
| 日本（《告示牌》歌曲串流排行榜） | 68   |
| 日本（Oricon歌曲串流排行榜）     | 69   |
| 日本（Oricon單曲合算排行榜）     | 98   |

## 認證
| 地區                                                     | 认证    | 认证单位/销量       |
| -------------------------------------------------------- | ------- | ------------------- |
| 日本（日本唱片協會）                                     | 白金    | 403,820（單曲下載） |
| 串流媒體                                                 |         |                     |
| 日本（日本唱片協會）                                     | 3× 白金 | 400,000,000         |
| *僅含認證的實際銷量 ‡僅含認證的+實際銷量 †僅含認證的銷量 |         |                     |

## 資料來源
1. ↑  . 台灣華納日韓官方頻道 YouTube 頻道. 2020-06-18  [2021-05-14]. （原始内容存档于2021-05-14） （中文）.
2. 1 2 3 4  金子厚武. . Fashion Box. 2020-07-15  [2021-05-14]. （原始内容存档于2020-09-18） （日语）.
3. 1 2  . Tower Records. 2020-03-25  [2021-05-14]. （原始内容存档于2021-05-14） （日语）.
4. ↑  . Skream. 2020-04-17  [2021-05-14]. （原始内容存档于2021-05-14） （日语）.
5. 1 2 3  . あいみょん於YouTube. 2020-06-17  [2021-05-13]. （原始内容存档于2021-04-29） （日语）.
6. 1 2  森朋之. . Real Sound. 2020-06-16  [2021-05-13]. （原始内容存档于2021-02-27） （日语）.
7. ↑  . Tunebat.   [2021-05-13]. （原始内容存档于2021-05-14） （英语）.
8. ↑  中桐基善. . 日經娛樂. 2020-06-14  [2021-05-13]. （原始内容存档于2021-04-01） （日语）.
9. ↑  . Key Tube.   [2021-05-13]. （原始内容存档于2021-05-14） （日语）.
10. 1 2  山田邦子. . Fanplus Music. 2020-06-17  [2021-05-14]. （原始内容存档于2020-10-25） （日语）.
11. 1 2  沼本奈々. . Real Sound. 2020-07-14  [2021-05-13]. （原始内容存档于2021-04-28） （日语）.
12. 1 2  杉浦美恵. . Rockin' On. 2020-06-16  [2021-05-13]. （原始内容存档于2020-06-19） （日语）.
13. 1 2  石角友香. . Skream.   [2021-05-13]. （原始内容存档于2021-02-14） （日语）.
14. ↑  臼井孝. . 福井新聞. 2020-07-08  [2021-05-14]. （原始内容存档于2020-08-06） （日语）.
15. 1 2  天野龍太郎. . Bounce. 2020-06-30  [2021-05-13]. （原始内容存档于2021-01-28） （日语）.
16. 1 2 3  . Oricon. 2020-06-17  [2021-05-14]. （原始内容存档于2021-01-27） （日语）.
17. ↑  . マイナビ. 2020-11-19  [2021-05-14]. （原始内容存档于2020-11-25） （日语）.
18. ↑  . ナタリー. 2020-05-01  [2021-05-14]. （原始内容存档于2020-08-06） （日语）.
19. ↑  . テレビ朝日. 2020-06-12  [2021-05-14]. （原始内容存档于2021-05-14） （日语）.
20. ↑  . テレビ朝日. 2020-09-11  [2021-05-14]. （原始内容存档于2021-01-21） （日语）.
21. ↑  . テレビ朝日. 2020-12-25  [2021-05-14]. （原始内容存档于2020-12-25） （日语）.
22. ↑  . TBSテレビ. 2020-06-22  [2021-05-14]. （原始内容存档于2021-05-14） （日语）.
23. ↑  . Tower Records. 2020-08-31  [2021-05-14]. （原始内容存档于2021-05-14） （日语）.
24. ↑  . TBSテレビ. 2020-08-28  [2021-05-14]. （原始内容存档于2021-05-14） （日语）.
25. ↑  . NHK. 2020-08-21  [2021-05-14] （日语）.[]
26. ↑  . NHK. 2020-09-08  [2021-05-14]. （原始内容存档于2020-11-28） （日语）.
27. ↑  . NHK. 2020-09-25  [2021-05-14]. （原始内容存档于2020-11-01） （日语）.
28. ↑  . 日本テレビ. 2020-09-18  [2021-05-14]. （原始内容存档于2021-04-13） （日语）.
29. ↑  . フジテレビ. 2020-10-04  [2021-05-14]. （原始内容存档于2021-05-14） （日语）.
30. ↑  . 每日新聞. 2021-01-01  [2021-05-14]. （原始内容存档于2021-05-14） （日语）.
31. ↑  . Oricon. 2020-05-06  [2021-05-13]. （原始内容存档于2020-05-08） （日语）.
32. 1 2  . Oricon. 2020-09-06  [2021-05-13]. （原始内容存档于2020-09-09） （日语）.
33. 1 2 3 4 5 6 7 8 9  . Oricon.   [2023-06-02]. （原始内容存档于2023-06-02） （日语）.
34. 1 2  . Oricon. 2020-06-24  [2021-05-13]. （原始内容存档于2020-06-28） （日语）.
35. 1 2  . Oricon. 2020-06-24  [2021-05-13]. （原始内容存档于2020-06-26） （日语）.
36. ↑  . Billboard Japan. 2020-05-06  [2021-05-13]. （原始内容存档于2021-01-29） （日语）.
37. 1 2 3 4  . Billboard Japan. 2020-06-24  [2021-05-13]. （原始内容存档于2021-03-13） （日语）.
38. 1 2  . Billboard Japan. 2020-06-24  [2021-05-13]. （原始内容存档于2020-07-01） （日语）.
39. 1 2  . Billboard Japan. 2020-09-23  [2021-05-13]. （原始内容存档于2020-09-23） （日语）.
40. 1 2 3  . PR Times. 2020-12-04  [2021-05-13]. （原始内容存档于2020-12-05） （日语）.
41. 1 2 3  . Oricon: 5. 2020-12-25  [2021-05-13]. （原始内容存档于2021-03-03） （日语）.
42. 1 2  . Billboard Japan. 2022-12-28  [2023-05-13]. （原始内容存档于2023-02-19） （日语）.
43. ↑  . Billboard Japan. 2020-06-24  [2021-05-13]. （原始内容存档于2021-01-14） （日语）.
44. ↑  . Oricon. 2020-06-24  [2021-05-13]. （原始内容存档于2020-06-25） （日语）.
45. ↑  . Billboard Japan. 2020-12-04  [2021-05-13]. （原始内容存档于2021-01-20） （日语）.
46. ↑  . Billboard Japan. 2020-12-04  [2021-05-13]. （原始内容存档于2021-01-25） （日语）.
47. ↑  . Billboard Japan. 2020-12-04  [2021-05-13]. （原始内容存档于2021-01-25） （日语）.
48. ↑  . Oricon: 7. 2020-12-25  [2021-05-13]. （原始内容存档于2021-04-27） （日语）.
49. ↑  . Billboard Japan.   [2022-08-10]. （原始内容存档于2021-12-10） （日语）.
50. ↑  . Billboard Japan.   [2021-08-10]. （原始内容存档于2021-12-10） （日语）.
51. ↑  . Billboard Japan.   [2021-08-10]. （原始内容存档于2022-07-15） （日语）.
52. ↑  . Billboard Japan. 2022-12-10  [2023-01-05]. （原始内容存档于2022-12-27） （日语）.
53. ↑  . Billboard Japan. 2022-12-10  [2023-01-05]. （原始内容存档于2022-12-27） （日语）.
54. ↑  . Recording Industry Association of Japan.   [2021-05-13] （日语）. 在下拉菜单选择“2020年8月”
55. ↑  . Recording Industry Association of Japan.   [2023-05-13] （日语）. 在下拉菜单选择“2023年1月”

## 外部連結
- 愛繆〈赤裸裸的心〉特設網站（日語）